# Vitsprötad skogspuckeldansfluga
Vitsprötad skogspuckeldansfluga (Leptodromiella crassiseta) är en tvåvingeart som först beskrevs av Risto Kalevi Tuomikoski 1932.  Vitsprötad skogspuckeldansfluga ingår i släktet Leptodromiella och familjen puckeldansflugor. Enligt den svenska rödlistan är arten otillräckligt studerad i Sverige. Arten förekommer i Götaland. Artens livsmiljö är skogslandskap. Inga underarter finns listade i Catalogue of Life.